# Ogg123
Ogg123 — свободный консольный медиаплеер для воспроизведения аудиопотоков форматов Ogg Vorbis, Ogg Speex, Ogg FLAC.
Ogg123 входит в состав пакета vorbis-tools.
Ogg123 не-интерактивный аудиоплеер, это означает, что для того, чтобы перейти к следующему элементу плей-листа или следующему файлу нужно использовать сочетание клавиш Ctrl-C. Для того, чтобы прекратить воспроизведение, нужно нажать эту комбинацию клавиш дважды.
Ogg123 читает аудиофайлы и декодирует их на устройство, указанное в качестве параметра программы. По умолчанию это стандартное звуковое устройство. Однако, таких устройств может быть любое количество.
Источником может быть либо файлы на жёстком диске, либо адрес для потокового воспроизведения через HTTP.
Если в качестве источника задается каталог, все файлы из этого каталога и его подкаталогов будут воспроизведены.

## Устройства вывода
С помощью библиотеки libao поддерживаются следующие устройства вывода:
- null — null-драйвер. Вывод звука подавляется. Данный драйвер можно использовать для тестирования скорости декодирования потока;
- oss — OSS (Open Sound System драйвер для Linux и FreeBSD;
- sun — Sun Audio драйвер для NetBSD, OpenBSD и Solaris;
- alsa09 — ALSA драйвер;
- irix — IRIX аудиодрайвер;
- arts — аудиодемон aRts;
- esd — Enlightened Sound Daemon, ESD;
- au — запись в файл формата Sun audio (AU);
- raw — запись в файл формата raw (практически это означает запись раскодированного звукового сигнала);
- wav — запись в файл в формате Windows PCM/ADPCM.

## Примеры использования
Воспроизвести файл с помощью драйвера по умолчанию:
```
 
ogg123
 
test.ogg

```

Воспроизвести все файлы в каталоге ~/music и его подкаталогах:
```
 
ogg123
 
~/music

```

Воспроизвести файл с помощью драйвера OSS:
```
 
ogg123
 
-d
 
oss
 
test.ogg

```

Записать аудиопоток в файл test.wav во время прослушивания:
```
 
ogg123
 
-d
 
oss
 
-d
 
wav
 
-f
 
test.wav
 
test.ogg

```

Стресс-тест вашего железа:
```
 
ogg123
 
-d
 
oss
 
-d
 
wav
 
-f
 
1
.wav
 
-d
 
wav
 
-f
 
2
.wav
 
-d
 
wav
 
-f
 
3
.wav
 
-d
 
wav
 
-f
 
4
.wav
 
-d
 
wav
 
-f
 
5
.wav
 
test.ogg

```